# Мулацо
Мулацо (на италиански: Mulazzo) е община в Италия, в региона Тоскана, провинция Маса и Карара, в планинния район, наречен Луниджана. Населението е около 2500 души (2007).